# Mrtvi so svobodni
Mrtvo so svobodni je drama Žarka Petana, ki je bila napisana leta 1988.

## Osebe
- Justificiranec
- Udbovec
- Njegova žena
- Predsednik
- Načelnik
- Vojak

## Zgodba
Justificirancu berejo sodbo v imenu ljudstva: kot gestapovskemu agentu smrt z ustrelitvijo. Uradno je že mrtev, vendar ga še držijo v zaporu, z njim se pogovarja Udbovec, ki bi rad razkril resnico. Justificiranec pove, da so mu priznanje izsilili s strahovitim mučenjem; domneva, da se mu je maščevala NKVD, ker je kot jugoslovanski vladni funkcionar odklonil sodelovanje z njo; izraža svoj obup, da so ga izdali tovariši, s katerimi se je boril za skupno stvar. Udbovec polagoma pride do prepričanja, da je Justificiranec nedolžen, med njima raste človeška navezanost. Odloči se, da bo napisal sklepno poročilo in predlagal obnovo postopka. Načelnik se strinja, poročilo odroma navzgor, na najvišje forume.
Sodišče Jusitificiranca oprosti krivde in da njegov primer ad acta. Udbovec, ki je že skoraj zdvomil v sistem, ženi vesel pove, da bodo smrtno kazen preklicali. Žena je skeptična, saj forumi še niso rekli zadnje besede. Kljub temu nazdravita lepšim časom, ki morajo priti. - Po Justificiranca pride vojak, da ga odvede na streljanje. Justificiranec se upira: sodišče je sodbo vendar preklicalo, ga osvobodilo ... Vojak potrdi: svoboden je , vendar mrtev; samo mrtvi so svobodni. - Ponovi se prvi prizor, le da zdaj posluša sodbo ljudstva Udbovec: zaradi vohunstva in zvez s kontrarevolucionarno gestapovsko skupino je obsojen na 15 let strogega zapora.